# Bundesstraße 84
Die Bundesstraße 84 (Abkürzung: B 84) ist eine Bundesfernstraße in Deutschland. Sie stellt eine Querverbindung zwischen den Bundesstraßen B 249 und B 4 im Norden Thüringens und der B 27 im Osten Hessens dar und dient dem weiträumigen Verkehr.
Der Verlauf der B 84 folgt zwischen Eisenach und Hünfeld großenteils der historischen Via Regia. Ein historisch bedeutendes Bauwerk der Via Regia ist die Werrabrücke Vacha. In den Ortslagen von Eisenach und Vacha trägt die B 84 den Namen Frankfurter Straße. 

## Verlauf
Die B 84 verläuft von Ebeleben an der Helbe südwestlich durch das Thüringer Becken, durch Bad Langensalza nach Eisenach. Anschließend überquert sie den Nordwestlichen Thüringer Wald und führt über Vacha weiter nach Hessen, wo sie bei Hünfeld auf die B 27 trifft und endet.

## Neutrassierungen
Wegen einer zu hohen Verkehrsbelastung wurde von 2003 bis 2008 eine Ortsumgehung für Bad Langensalza errichtet, welche die Stadt südlich umfährt. Damit wurde die B 84 ebenfalls auf einen Teil der Ortsumgehung neu trassiert und tangiert nur noch die Altstadt von Bad Langensalza. Ein weiterer geplanter Abschnitt, welcher die B 84 komplett aus der Stadt einschließlich dem Ortsteil Merxleben heraus verlegt, wurde bisher nicht realisiert.
Zur Verbesserung der Erreichbarkeit der Städte Bad Langensalza und Mühlhausen soll zudem die Strecke zwischen Bad Langensalza und der A 4-Anschlussstelle Eisenach-Ost anbaufrei ausgebaut werden. In diesem Zuge soll eine Umgehungsstraße um Behringen und Reichenbach gebaut werden.
Im Stadtgebiet von Eisenach wurde die B 84 im Jahr 2010 auf die frühere Trasse der A 4 verlegt, auf welcher sie zwischen den ehemaligen Autobahnanschlussstellen Eisenach-Ost und Eisenach-West gemeinsam mit der B 19 verläuft.
Zwischen Dorndorf und Vacha verlief die B 84 ursprünglich parallel zur Bundesstraße 62 am nördlichen Ufer der Werra über den Dorndorfer Ortsteil Kirstingshof und den Vachaer Stadtteil Oberzella. 2007 wurde diese Trasse zur Kreisstraße umgewidmet, seitdem verläuft die B 84 zwischen den beiden Orten gemeinsam mit der B 62 südlich der Werra.
In Hessen ist am 6. Dezember 2011 nach knapp fünf Jahren Bauzeit die Nordumfahrung Hünfelds zwischen der Gemarkung Burghaun und Hünfeld fertiggestellt worden. Damit ist eine Entlastung des Innenstadtbereichs in Hünfeld von fast 50 % erreicht worden.